# 2190 Coubertin
2190 Coubertin је астероид главног астероидног појаса чија средња удаљеност од Сунца износи 2,470 астрономских јединица (АЈ).
Апсолутна магнитуда астероида је 12,5.